# Robert Malone Bugg
Robert Malone Bugg (* 20. Januar 1805 in Boydton, Mecklenburg County, Virginia; † 18. Februar 1887 in Lynnville, Tennessee) war ein US-amerikanischer Politiker. Zwischen 1853 und 1855 vertrat er den Bundesstaat Tennessee im US-Repräsentantenhaus.

## Werdegang
Robert Bugg besuchte die öffentlichen Schulen seiner Heimat. Im Jahr 1825 zog er in das Williamson County in Tennessee, wo er für einige Jahre als Lehrer arbeitete. Später zog er in das Giles County, wo er in der Landwirtschaft tätig war und 1840 Friedensrichter wurde.
Politisch war Bugg Mitglied der Whig Party. In den Jahren 1851 und 1852 saß er als Abgeordneter im Repräsentantenhaus von Tennessee. Bei den Kongresswahlen des Jahres 1852 wurde er im siebten Wahlbezirk seines Staates in das US-Repräsentantenhaus in Washington, D.C. gewählt, wo er am 4. März 1853 die Nachfolge von Meredith Poindexter Gentry antrat. Da er im Jahr 1854 auf eine weitere Kandidatur verzichtete, konnte er bis zum 3. März 1855 nur eine Legislaturperiode im Kongress absolvieren. Diese waren von den Ereignissen und Diskussionen im Vorfeld des Bürgerkrieges bestimmt. Dabei ging es vor allem um die Frage der Sklaverei.
Nach seinem Ausscheiden aus dem US-Repräsentantenhaus arbeitete Robert Bugg wieder in der Landwirtschaft. Er kehrte erst 1871 auf die politische Bühne zurück: In diesem Jahr wurde er in den Senat von Tennessee gewählt. Dieses Mandat übte er bis 1872 aus. Er starb am 18. Februar 1887 in Lynnville.